# Баррет Уоллес
Баррет Уоллес (яп. バレット・ウォーレス Барэтто Уо:рэсу, англ. Barret Wallace) — персонаж компьютерной ролевой игры Final Fantasy VII (1997) от компании Square (в настоящее время Square Enix), созданный дизайнером Тэцуей Номурой. Также Баррет появился в проектах медиафраншизы «Компиляция Final Fantasy VII», в частности в анимационном фильме «Последняя фантазия VII: Дети пришествия» (2005). С 2005 года сэйю Уоллеса был Масахиро Кобаяси, однако в 2023 году его заменил Масато Фунаки. На английском языке героя дублировали Бо Биллингсли и Джон Эрик Бентли.
Баррет дебютировал в игре Final Fantasy VII как лидер экотеррористической группы «ЛАВИНА», противостоящей мегакорпорации «Электроэнергетическая компания „Син-Ра“», фактически являющейся мировым правительством Планеты, которую она истощает с помощью Мако-реакторов с целью добычи источника энергии под названием «Поток Жизни». По мере развития сюжета, Уоллес отклоняется от своей основной цели и сосредотачивается на преследовании антагониста Сефирота, чтобы защитить Планету и обеспечить счастливое будущее для своей приёмной дочери Марлин. В «Компиляции Final Fantasy VII» раскрывается жизнь бывшего лидера «ЛАВИНЫ» до и после событий FFVII.
Баррет является первым темнокожим игровым персонажем франшизы Final Fantasy. Его внешность и манера речи во многом позаимствованы у Мистера Ти. Взаимоотношения Уоллеса с его приёмной дочерью были новаторскими для игровой серии, в рамках которой он также считается первым персонажем-отцом. Его сюжетная арка представляет собой деконструкцию концепции мести: бывший шахтёр становится экотеррористом, чтобы отомстить представителям мегакорпорации, но со временем осознаёт ошибочность выбранного им пути. Игровые рецензенты зачастую хвалили образ персонажа, однако были и те, кто считал его расистским.

## Создание
Баррет был одним из первых персонажей, которых Тэцуя Номура придумал для Final Fantasy VII. По изначальной задумке, в игре должно было быть три протагониста: Клауд Страйф, Айрис Гейнсборо и Баррет Уоллес. Во время одного из телефонных разговоров Номура и продюсер Ёсинори Китасэ пришли к соглашению, что один из ключевых героев должен умереть во время игры. Разработчики долгое время выбирали между Барретом и Айрис и, в конечном итоге, решили убить последнюю. В интервью для Electronic Gaming Monthly 2005 года Номура обосновал этот выбор следующим образом: «Клауд — главный герой, поэтому его нельзя убивать. А Баррет… ну, это было бы слишком очевидно».
В раннем варианте сценария к игре персонажа звали Блоу. Имя Баррета основано на японской транслитерации английского слова bullet, что означает «пуля». Он создавался как персонаж класса «стрелок». Рост Уоллеса составляет 6 футов и 5 дюймов (197 см). Он является первым темнокожим персонажем серии Final Fantasy и носит короткую стрижку, бороду и серьгу в левом ухе. Его гардероб состоит из: куртки с рваными рукавами, тёмно-зелёных штанов, сапог, перчаток без отверстий для пальцев на левой руке и металлических пластин, окружающих его живот и левое запястье. Номура хотел, чтобы у каждого героя FFVII была отличительная черта внешности, а в случае с Барретом это были шрамы на щеке.
По задумке Номуры, в игре должен был появиться персонаж с ампутированной рукой, которую заменяло оружие. Изначально этим оружием был арбалет, однако разработчики, в конечном итоге, выбрали вместо него орудие Гатлинга. Также Баррет должен был носить медальон на шее, подарок покойной жены, но представители Square заменили его на военные жетоны.

### Образ в «Детях пришествия» иRemake
Номуре не нравились постоянные сравнения Баррета с Мистером Ти, в связи с чем он принял решение изменить дизайн персонажа для анимационного фильма «Последняя фантазия VII: Дети пришествия». Режиссёр Такэси Нодзуэ предложил заплести волосы Уоллеса в косички. Художник Юсукэ Наора придумал первый вариант нового костюма героя с белым комбинезоном, который аниматоры заменили на пуховой жилет, надетый поверх сетчатой маски. Уоллес перестал носить металлические пластины и заменил их на обмотанный ремнями белый нарукавник на правом предплечье. На левом запястье появился чёрный браслет с розовой лентой. Шею персонажа украсили пуля и медальон на цепи, а пальцы — три кольца. Его пулемёт был преобразован в роботизированный протез. Номура поручил аниматорам создать «невероятную большую пушку, которая будет трансформироваться столь же невероятным образом». Нодзуэ заявил, что с рукой Уоллеса аниматорам пришлось особенно трудно, поэтому они пытались оставить процесс трансформации за кадром. Бразильский татуировщик и модельер Джун Мацуи переосмыслила татуировку на руке Уоллеса: объятый пламенем чёрный череп символизировал «мужество и силу» персонажа; при этом Мацуи приняла решение покрасить пламя в красный цвет, чтобы у зрителей сложилось представление о «вспыльчивом характере» Уоллеса.
Разработчики Final Fantasy VII Remake хотели показать контраст между зрелым Барретом и юным Клаудом в их диалогах с другими персонажами. Изначально создатели игры планировали использовать редизайн Баррета из «Детей пришествия», но затем решили создать для каждого героя новый образ. Представители Square Enix отметили, что, несмотря на кардинальное изменение дизайна персонажа, им удалось сохранить его мужественные черты. По словам главного дизайнера Уоллеса Дэна Судзуки, он и его команда разработали несколько вариантов лица героя, формы плеч и шеи. Они стремились отразить в дизайне Уоллеса его образ «персонажа-отца». Также они детализировали оружие героя, в попытках показать его более реалистично. В английской локализации Remake Баррета озвучил Джон Эрик Бентли. Актёр не знал, в каком именно проекте игровой серии ему предстоит озвучить персонажа, но подозревал, что это может быть ремейк оригинальной игры. В рамках подготовки к роли Бентли консультировался с переводчиками японской локализации Remake, которые разъяснили ему контекст сцен с участием Уоллеса. Для Бентли было важно правильно репрезентировать персонажа, так как тот не казался ему поверхностным.

## Появления

### Final Fantasy VII
Баррет — лидер экотеррористической организации «ЛАВИНА», обосновавшейся в мегаполисе Мидгар. Он и его сторонники противостоят «Электроэнергетической компании „Син-Ра“», которая перерабатывает «Поток Жизни» в энергию «Мако», что приводит к истощению Планеты. Чтобы не допустить этого, «ЛАВИНА» взрывает один из Мако-реакторов. Для этой миссии Уоллес нанимает Клауда Страйфа по просьбе почётного члена организации Тифы Локхарт и прозывает его «колючкой» из-за специфической причёски. После смерти нескольких членов «ЛАВИНЫ» Баррет покидает Мидгар вслед за Клаудом, чтобы остановить главного антагониста игры, Сефирота, бывшего высокопоставленного члена специального боевого подразделения «Син-Ра» под названием «СОЛДАТ», который объявил войну человечеству, вознамерился убить всю жизнь на Планете и стать богом.
Во время преследования Сефирота Баррет встречает вооружённого аналогичным ручным пулемётом своего бывшего друга Дайна, который бросает ему вызов. Потерпев поражение, Дайн кончает жизнь самоубийством. Во флэшбеках выясняется, что «Син-Ра» планировала построить Мако-реактор в их родном городе Кореле и Уоллес поначалу поддерживал эту идею. Тем не менее, непредвиденная авария на заводе «Син-Ра» привела к катастрофическим разрушениям и многочисленным жертвам, одной из которых была жена Баррета. Уоллес был вынужден спасаться бегством вместе с Дайном и его дочерью Марлин. Вскоре «Син-Ра» выследила их и загнала Дайна в угол. Тот едва не сорвался с обрыва, но был вовремя подхвачен Барретом. Пехотинец «Син-Ра» открыл по ним огонь, лишив каждого по одной руке, из-за чего Дайн остался без страховки и упал в пропасть. Уоллес признал своего друга погибшим и удочерил Марлин. Свою утраченную руку он заменил на автоматизированный протез. В дальнейшем Баррет основал «ЛАВИНУ» и собрал вокруг себя единомышленников, также пострадавших от действий «Син-Ра». После смерти Дайна в настоящем, Уоллес осознаёт, что всё это время им двигала жажда мести, а свою войну с «Син-Ра» он оправдывал благой целью спасти мир. В конечном итоге Баррет решает защитить Планету ради благополучия своей приёмной дочери Марлин и помогает Клауду и другим членам партии победить Сефирота.
В раннем сценарии к игре Марлин была биологической дочерью Баррета. По одной из первоначальных задумок, Уоллес наблюдал за казнью своей жены, которую санкционировал лидер «Син-Ра». Кроме того, нападение на Корел произошло из-за открытия на его территории залежей Мако и стремления «Син-Ра» сохранить своё существование в тайне. Воссоединение Баррета и Дайна должно было завершиться дуэлью на развалинах Корела, в то время как Клауд и остальные сдерживали солдат «Син-Ра».

### Другие появления
Баррет появляется в приквеле к оригинальной игре Before Crisis (2004), в котором раскрываются события до разрушения Корела. Он помогает главным героям игры Туркам оборонять Мако-реактор, полагая, что тот обеспечит процветание города. Оригинальный состав «ЛАВИНЫ» предпринимает попытку уничтожить реактор, что, в свою очередь, приводит к нападению «Син-Ра» на город. Не подозревая о причастности «ЛАВИНЫ» к разрушению Корела, Уоллес перенимает идеалы организации и создаёт её новую версию.
Баррет является одним из второстепенных персонажей фильма «Дети пришествия», события которого разворачиваются спустя два года после поражения Сефирота. Уоллес оставляет Марлин на попечение Тифы, а сам отправляется на поиски нового источника энергии, чтобы заменить им Мако. Некоторое время спустя, бывший лидер «ЛАВИНЫ» и другие члены партии помогают Клауду защитить город Эдж от призванного существа Багамута СИН. У Баррета есть небольшая роль в игре Dirge of Cerberus (2006), сюжет которой начинается год спустя с момента окончания «Детей пришествия». Уоллес помогает главному герою игры Винсенту Валентайну остановить ОРУЖИЕ Омега и предотвратить разрушение Планеты. Изначально Номура рассматривал Кобаяси как сэйю антагониста «Детей пришествия» Лоза, однако, в конечном итоге, утвердил его на роль Баррета. Кобаяси описал своего героя как «неизящного, но в то же время надёжного и удивительного», а также «оптимистичного и здравомыслящего» человека. Он хотел дать ему гулкий, уверенно звучащий голос, и время от времени получал указание «поднять его на уровень выше». В Final Fantasy VII Rebirth (2024) Масато Фунаки заменил Кобаяси в роли Уоллеса, так как тот покинул сферу озвучивания по личным причинам.
В 2007 году писатель Кадзусигэ Нодзима написал короткий рассказ под названием «Случай Баррета», который стал частью серии «На пути к улыбке» и вошёл в состав ограниченного DVD-издания «Детей пришествия». В рассказе описывается жизнь персонажа между Final Fantasy VII и «Детьми пришествия» и его отношение к роботизированной руке: Баррет считает, что оружие превратило его в монстра. Он навещает создателя протеза и получает от него модифицированную версию, способную трансформироваться в руку. Уоллес решает оставить оружие при себе, чтобы защищать с его помощью мирных людей. Затем он возвращается обратно к Марлин. Скин Баррета для игрового аватара доступен в игре Super Smash Bros. Ultimate (2018).

## Восприятие

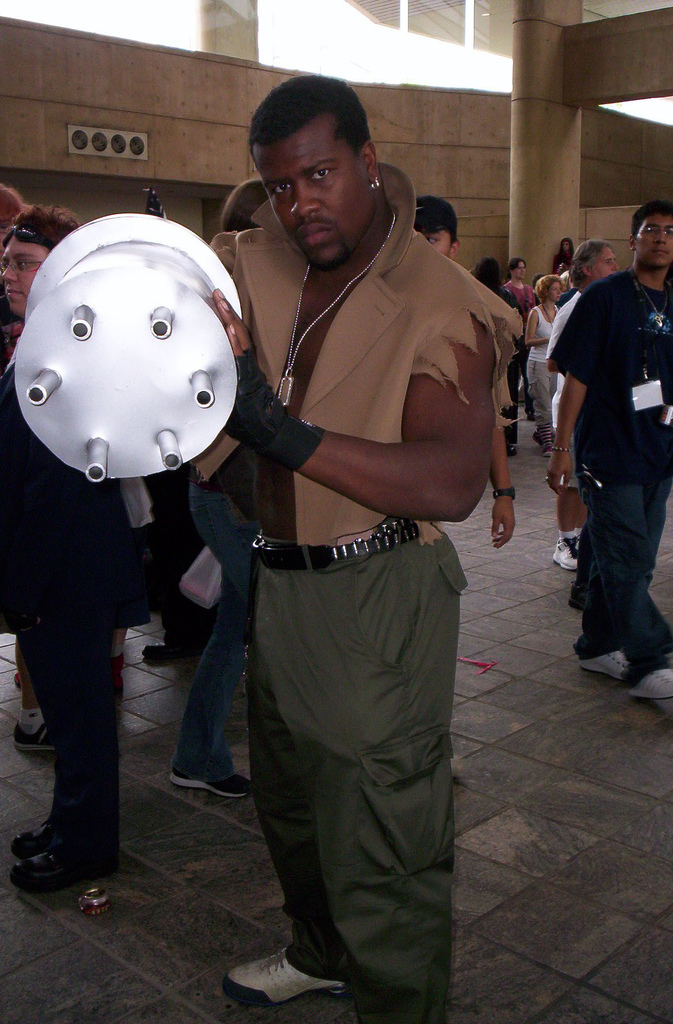
Косплеер Баррета на выставке Otakon 2005

До выхода Final Fantasy VII в Северной Америке СМИ поддержали идею разработчиков ввести в ролевую игру персонажа-афроамериканца, так как представители этой расы редко встречались в подобных проектах. Когда релиз игры состоялся, часть игроков и журналистов положительно оценила образ Баррета, отсылающий к Мистеру Ти, но были и те, кто высказался о персонаже негативно. Последние называли его оскорбительным расовым стереотипом об афроамериканцах. Этой позиции придерживалась редакция IGN, которая раскритиковала «вычурный сленг» Баррета и заявила, что тот выделяется на фоне других персонажей благодаря своим «как будто бы прописанным через неисправный эбонитовый переводчик диалогам». Также представители IGN отметили, что в японской игровой индустрии есть тенденция определять манеру речи персонажей на основе их расовой принадлежности. Журналист Джереми Пэриш и читатель журнала Next Generation Рассел Мерритт разделили позицию IGN и указали на культурный разрыв между Японией и Соединёнными Штатами и отсутствие американских переводчиков среди разработчиков Final Fantasy VII. По их мнению, сотрудники Square намеренно сделали Баррета похожим на Мистера Ти, чтобы тот понравился американской аудитории. Гита Джексон из Kotaku выразила надежду, что компания переосмыслит манеру речи Уоллеса в Remake.
С другой стороны, в своей рецензии для 1UP.com Пэриш напротив встал на защиту Баррета, который, хоть и создавал впечатление «стереотипного» персонажа, на деле являлся хорошо проработанным героем, так как ему «приходилось принимать трудные решения и сталкиваться с личными потерями». Также журналист назвал Баррета «первым настоящим персонажем-отцом в серии [Final Fantasy]» и положительно оценил его отношения с приёмной дочерью Марлин. Менеджер по контенту RPGamer Шон Брукнер согласился, что время от времени Уоллес действительно вёл себя крайне стереотипно, однако рецензент принял во внимание его трогательные отношения с приёмной дочерью, а также раскаяние за прошлые действия, и призвал критиков и фанатов воздержаться от поверхностной оценки персонажа на основе его внешности и сленга. Коллега Брукнера Андрон Смит также похвалил лидера «ЛАВИНЫ». По мнению рецензента, Уоллес вёл себя по-отцовски не только с приёмной дочерью, но и с другими персонажами игры.
СМИ также положительно отзывались о версии персонажа из Remake. Рецензент Siliconera Дженни Лада отметила, что хотя в начале игры Уоллес «смотрит на вещи под одним углом», он раскрывается как сердечный человек, когда оплакивает погибших друзей и выражает беспокойство о судьбе приёмной дочери. Также Лада с нетерпением ждала возвращение Баррета в следующих частях трилогии ремейка. Эш Пэрриш из Kotaku заявила, что изначально у неё были противоречивые эмоции относительно представленного в игре образа Уоллеса, однако со временем она прониклась этим персонажем, так как тот разрушил архетип отцов с жестоким прошлым: по мнению Пэрриш, такие люди как правило не могут или не желают быть нежными со своими детьми. Кроме того, рецензент отметила, что Баррет развеял миф о темнокожих отцах-беглецах, так как «ещё в оригинальной игре 1997 года тот заботился о своём приёмном ребёнке». Пэрриш выразила негодование относительно умалчивания роли родителя Уоллеса в различных публикациях об игре. Ген Гумачи из Inside Games похвалил разработчиков Rebirth за развитие Баррета, который начал прислушиваться к мнениям других членов игровой партии и при этом остался для них надёжным и мужественным человеком. Рецензенту показалось занятным, что несмотря на имеющийся у него жизненный опыт, Баррет не был достаточно подготовлен к роли родителя. Хотя Джервон Перкинс из DualShockers был рад появлению в серии Final Fantasy темнокожего персонажа, так как являлся представителем той же расы, он выразил сожаление относительно представления сотрудников Square Enix о «шумных и агрессивных» афроамериканцах и сравнил Уоллеса с героем Final Fantasy XIII (2010) Сажем. Рецензенту хотелось увидеть в серии Final Fantasy героя наподобие Аурона из Final Fantasy X — «молчаливого интроверта» —, который мог бы привнести больше разнообразия во франшизу.
В своей книге Reverse Design: Final Fantasy VII 2018 года писатель Пэт Холлеман назвал историю Барретта ярчайшим примером затронутой сюжетом игры темы «трагического выживания», а также «деконструкцией концепции мести», так как персонаж осознаёт ошибочность своего пути: когда «Син-Ра» разрушает его родной город, Барретт решает отомстить корпорации при помощи агрессивной защиты окружающей среды, однако, в конечном итоге он понимает, что ему не следовало поддаваться жажде мести, после чего принимает решение обеспечить лучшее будущее для своей приёмной дочери Марлин — единственной связующей нити с его прошлым. Уильям Хьюз из The A.V. Club отнёс Баррета и его террористическую организацию «ЛАВИНУ» к числу немногих «героических террористов в поп-культуре», а также сослался на политическую актуальность FFVII в мире после событий 11 сентября 2001 года.
В 2006 году IGN поместил Баррета на 4-е место в списке «лучших сайдкиков в компьютерных играх» с комментарием: «как только мы узнаём, на чём основана жизненная позиция персонажа, ни у кого не остаётся сомнений в его преданности». Joystiq включил его в число 20 персонажей Final Fantasy, которых хотел бы увидеть в Dissidia Final Fantasy (2008), файтинге-кроссовере между героями Square Enix, и сослался на использование им ненормативной лексики и его боевые способности, подходящие для этого жанра. Edge охарактеризовал введение Баррета в серию как «что-то новаторское», назвав его «калоритным темнокожим» персонажем и «своего рода данью уважения» протагонистам-стрелкам, таким как Мегамен или Самус Аран, которые либо являлись роботами, либо носили высокотехнологичную броню.